# يوسف العزوزي
يوسف العزوزي (مواليد 28 ديسمبر 1991، القصر الكبير) طبيب ومخترع مغربي. وهو ابن البروفيسور المغربي مصطفى العزوزي.

## مسيرته
راكم يوسف العزوزي تجربة أكاديمية وعلمية رفيعة في مجال تخصصه، حيث درس في المدرسة الأمريكية بالرباط، قبل أن ينتقل إلى جامعة أوكسفورد البريطانية حيث درس مدة ثلاث سنوات، وبعدها انتقل إلى جامعة بوسطن الأمريكية، وصولا إلى دراسة الطب باللغة الإنجليزية في جامعة أجيبادام التركية.

## جائزة أفضل مخترع بالعالم العربي 2019
في 8 نوفمبر 2019، فاز العزوزي بلقب أفضل مخترع بالعالم العربي في مسابقة «نجوم العلوم» في دورتها الحادية عشرة التي تُقام بقطر، والتي أُطلقت بمبادرة من مؤسسة قطر للتربية والعلوم وتنمية المجتمع.
وكان يوسف العزوزي قد وصل إلى المرحلة النهائية من هذه المسابقة الشهيرة بعد حصوله على أعلى نقطة في دور نصف النهائي (88.3 نقطة)، باختراعه «دعامة لتعديل تدفق الدم عند مرضى القلب».
وحصل مشروعه على أعلى العلامات، وبلغت 93.8 ليحصد لقب البرنامج، بالإضافة إلى جائزة نقدية بقيمة 300 ألف دولار أميركي.
وتُمكن «دعامة تعديل تدفق الدم»، التي طورها يوسف العزوزي، من إلغاء تكاليف الصيانة في وسائل العلاج الحالية؛ وهو ما يعني مساعدة مرضى فشل القلب الاحتقاني على توفير الكثير من المال على المدى الطويل. وأكد العزوزي أن اختراعه يهم 26 مليونا ممن يعانون مرض القلب.

## روابط خارجية
- يوسف العزوزي على موقع مسابقة نجوم العلوم